# Villa Lidköping BK
Villa Lidköping BK er en bandyklub fra Lidköping, Sverige. Klubben blev grundlagt i 1934, som Villa BK, og har vundet det svenske mesterskab i bandy for herrer i 2019, 2021 og 2024.